# Pristionchus
Pristionchus ist der Name einer Gattung von Fadenwürmern (Nematoden), die von Hans August Kreis 1932 aufgestellt wurde. Sie enthält zurzeit 48 beschriebene Arten, die alle mit Insekten vergesellschaftet zu sein scheinen. Allerdings fehlt von einigen früher beschriebenen Arten das Typusexemplar und es ist bei der großen phänotypischen Variabilität dieser Fadenwürmer mit einer Anzahl von Synonymen zu rechnen. Umgekehrt wurde mit Hilfe verbesserter Untersuchungsmethoden in den vergangenen Jahren eine Reihe von neuen Arten entdeckt.

## Lebensweise
Viele Nematoden leben frei in und auf den Böden, wie zum Beispiel Caenorhabditis elegans, der in Komposthaufen anzutreffen ist. Andere Vertreter der Fadenwürmer leben parasitisch wie zum Beispiel Wuchereria bancrofti, Erreger der Elefantiasis. Pristionchus nimmt ein Zwischenstadium ein. Diese Nematoden leben als Dauerlarven in und an Käfern und ernähren sich dort von Bakterien und Pilzen. Sie betreiben also keinen Parasitismus, sondern sind Kommensalen. Die Pristionchus-Arten warten den natürlichen Tod ihres Wirtes ab, um sich dann von den Mikroorganismen zu ernähren, die während des Verwesungsprozesses die Käfer besiedeln. Erst dadurch ist die Weiterentwicklung der Fadenwürmer gewährleistet. Diese Lebensweise wird auch als Necromenie bezeichnet.

## Verbreitung
Pristionchus maupasi, eine in Europa beheimatete Art, ist mit Maikäfern (Feldmaikäfer) vergesellschaftet, der ebenfalls europäische Pristionchus lheritieri mit Mistkäfern (Gemeiner Mistkäfer). Der ursprünglich aus Nordamerika stammende Pristionchus pacificus ist ebenfalls an einem Käfer (Gattung Phyllophaga) zu finden. Pristionchus uniformis ist in den USA ebenso wie in Europa mit dem Kartoffelkäfer vergesellschaftet. Da dieser Käfer in Europa erst seit 1877 heimisch ist, kann man annehmen, dass er sich Pristionchus uniformis gemeinsam mit diesem Käfer hier verbreitet hat. Das Verbreitungsgebiet der einzelnen Arten ist also mit dem Lebensraum ihrer Wirtskäfer identisch.

## Fortpflanzung
Pristionchus entomophagus und Pristionchus maupasi sind wie Caenorhabditis Hermaphroditen und können sich selbst befruchten. Nur selten treten bei diesen Arten auch Männchen auf. Zwitter dürften jedoch in der Stammesgeschichte der Gattung Pristionchus mehrmals entstanden sein, da die beiden Arten nicht besonders nahe miteinander verwandt sind, sondern zwei verschiedenen Kladen innerhalb der Gattung angehören. Viele in Nordamerika gefundene Arten wie Pristionchus aerivorus und Pristionchus pseudaerivorus, die teilweise gemeinsam in derselben Käferart vorkommen, sind getrenntgeschlechtlich. Es können sich Hybride zwischen den Arten bilden, bei denen die Männchen jedoch nicht überlebensfähig sind.

## Modellorganismus für die evolutionäre Entwicklungsbiologie
Die Abteilung für Evolutionsbiologie am Max-Planck-Institut für Entwicklungsbiologie in Tübingen beschäftigt sich mit der Gattung und hat die Art Pristionchus pacificus als Satellitenorganismus zu Caenorhabditis elegans etabliert. Dadurch können Beziehungen zwischen den beiden verwandten Nematoden, deren Entwicklungslinien sich jedoch schon vor mehr als 200 Millionen Jahren getrennt haben, hergestellt werden. Beide Organismen sind molekulargenetisch und anatomisch gut untersucht. Caenorhabditis elegans ist in den letzten Jahrzehnten vor allem in der Entwicklungsbiologie und der Genetik zu einem beliebten Modellorganismus geworden, den zahlreiche Nobelpreisträger untersucht haben.
Obwohl Pristionchus pacificus erst 1996 durch Ralf J. Sommer beschrieben wurde, ist dessen Genom bereits sequenziert worden.

## Artenliste (Auswahl)
- Pristionchus pacificus, kommt in Nord- und Mittelamerika mit einem Käfer der Gattung Phyllophaga vergesellschaftet vor; beliebtes Labortier, wird auf Escherichia coli gezüchtet
- Pristionchus entomophagus, wird in Europa gefunden; Hermaphrodit
- Pristionchus maupasi, wird in Europa im Zusammenhang mit dem Feldmaikäfer (Melolontha melolontha) gefunden
- Pristionchus lheritieri, lebt im Gemeinen Mistkäfer (Geotrupes stercorarius)
- Pristionchus uniformis, ist in Nordamerika ebenso wie in Europa mit dem Kartoffelkäfer (Leptinotarsa decemlineata) vergesellschaftet
- Pristionchus aerivorus, von der Ostküste der USA, befällt Blatthornkäfer
- Pristionchus pseudaerivorus, ebenfalls von der Ostküste der USA, als neue Art beschrieben im Jahre 2006
- Pristionchus fissidentatus, wird sowohl in Nepal als auch auf der Insel La Réunion gefunden; Hermaphrodit
- Pristionchus elegans, aus Japan
- Pristionchus exspectatus, eine vermutliche Schwesterart des Labortiers Pristionchus pacificus
- Pristionchus arcanus, eine mit P. pacificus und P. exspectatus eng verwandte Art; aus Termiten in Japan beschrieben
- Pristionchus japonicus